# Gente nervosa
Gente nervosa è il quarto album da solista del cantautore italiano Bernardo Lanzetti, pubblicato nel 1981 dalla CBS.
La versione internazionale si intitola Everybody Wants Credit.

## Tracce
1. Donne, donne, donne oh!
2. Amore all'ora x
3. Cowboy, cowboy
4. Yeah, Yeah, Yeah!
5. Princess Caroline
6. Gente Nervosa
7. Solo io e te
8. Smemorandum
9. Ombre cinesi
10. No Comment